# 西山古墳 (太田市)
西山古墳（にしやまこふん）は、群馬県太田市藪塚町にある古墳。形状は前方後円墳。藪塚古墳群を構成する古墳の1つ。北山古墳と合わせて群馬県指定史跡に指定されている（指定名称は「藪塚湯之入 北山古墳 西山古墳」）。

## 概要
群馬県東部、八王子丘陵から西に伸びる支丘先端部（標高110メートル）に築造された古墳である。北東650メートルの丘陵上には北山古墳が所在し、その間にはかつて多くの古墳（藪塚古墳群）が存在したという。これまでに発掘調査は行われていない。
墳形は前方後円形で、墳丘主軸を丘陵尾根に沿わせ、前方部を東方向に向ける。墳丘外表では埴輪片が検出されているが、葺石は認められていない。埋葬施設は後円部中央における無袖式の横穴式石室で、南方向に開口する。盗掘に遭っているため、石室内の副葬品は詳らかでない。築造時期は古墳時代後期の6世紀末（または6世紀後半）頃と推定される。
古墳域は1949年（昭和24年）に北山古墳と合わせて「藪塚湯之入 北山古墳 西山古墳」として群馬県指定史跡に指定された。現在では石室はコンクリート補強のうえで公開されている。

## 墳丘
墳丘の規模は次の通り。
- 墳丘長：34メートル
- 後円部
  - 直径：18メートル
  - 高さ：4メートル
- 前方部
  - 幅：20メートル
  - 高さ：2メートル

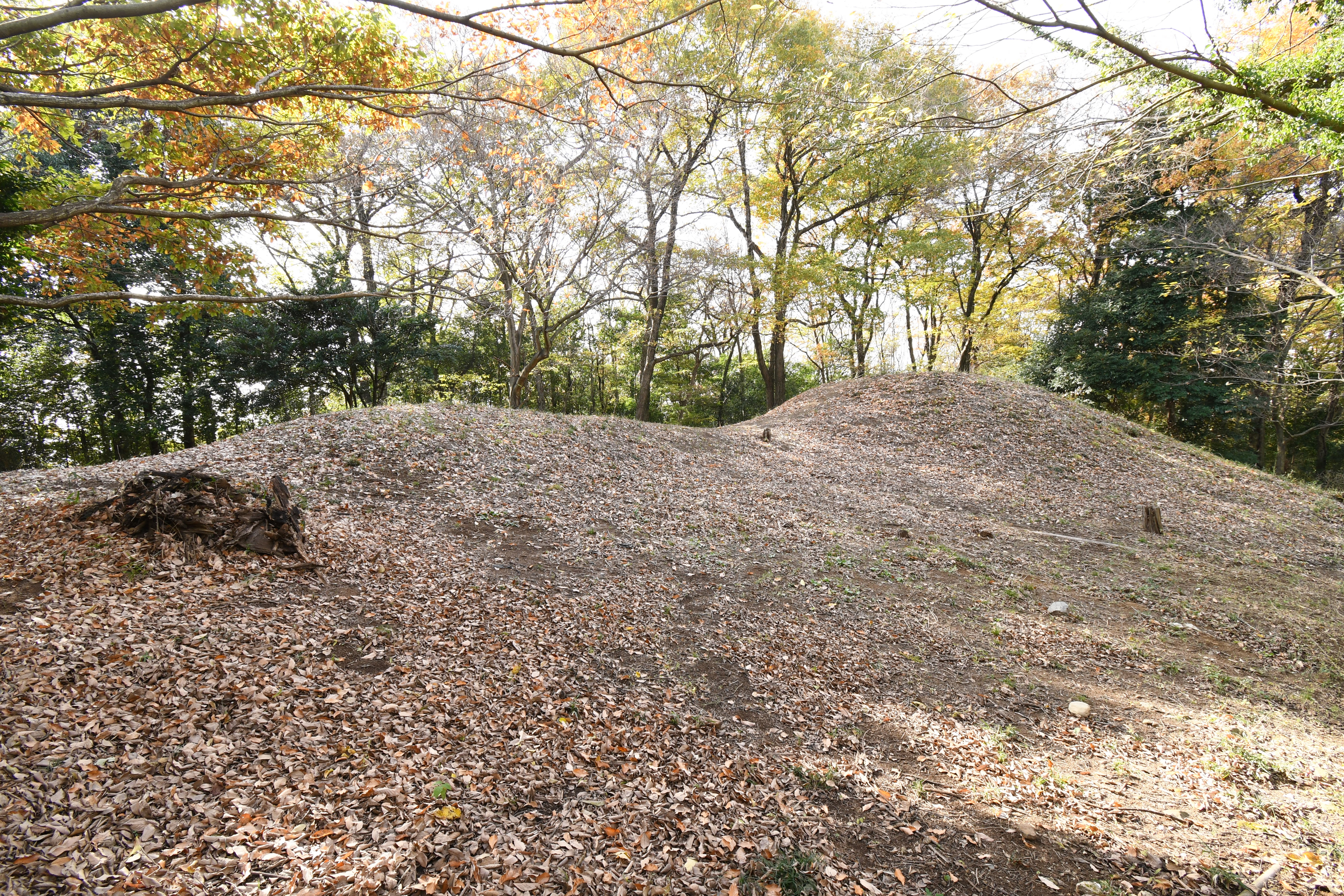
墳丘 左に前方部、右奥に後円部。
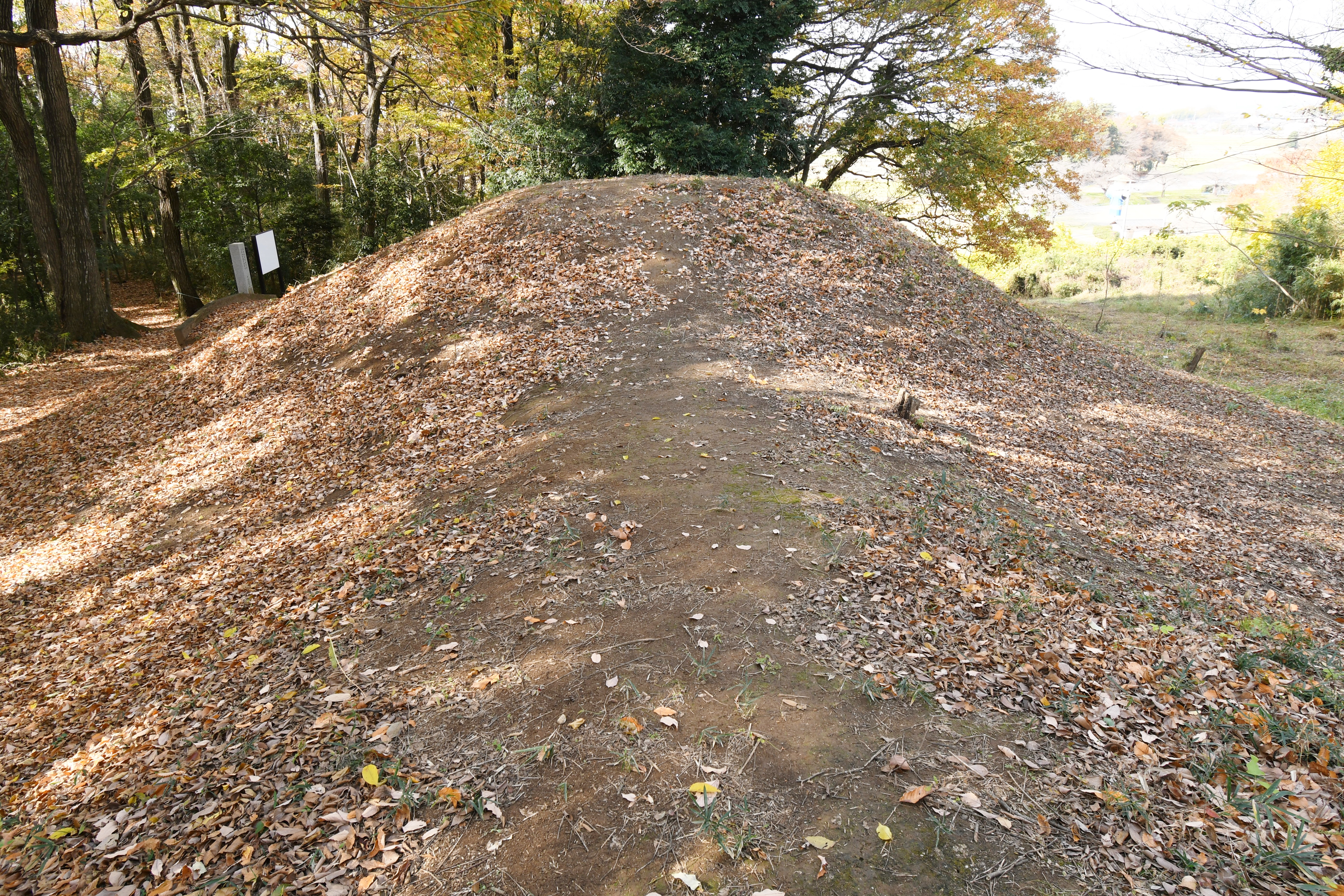
前方部から後円部を望む
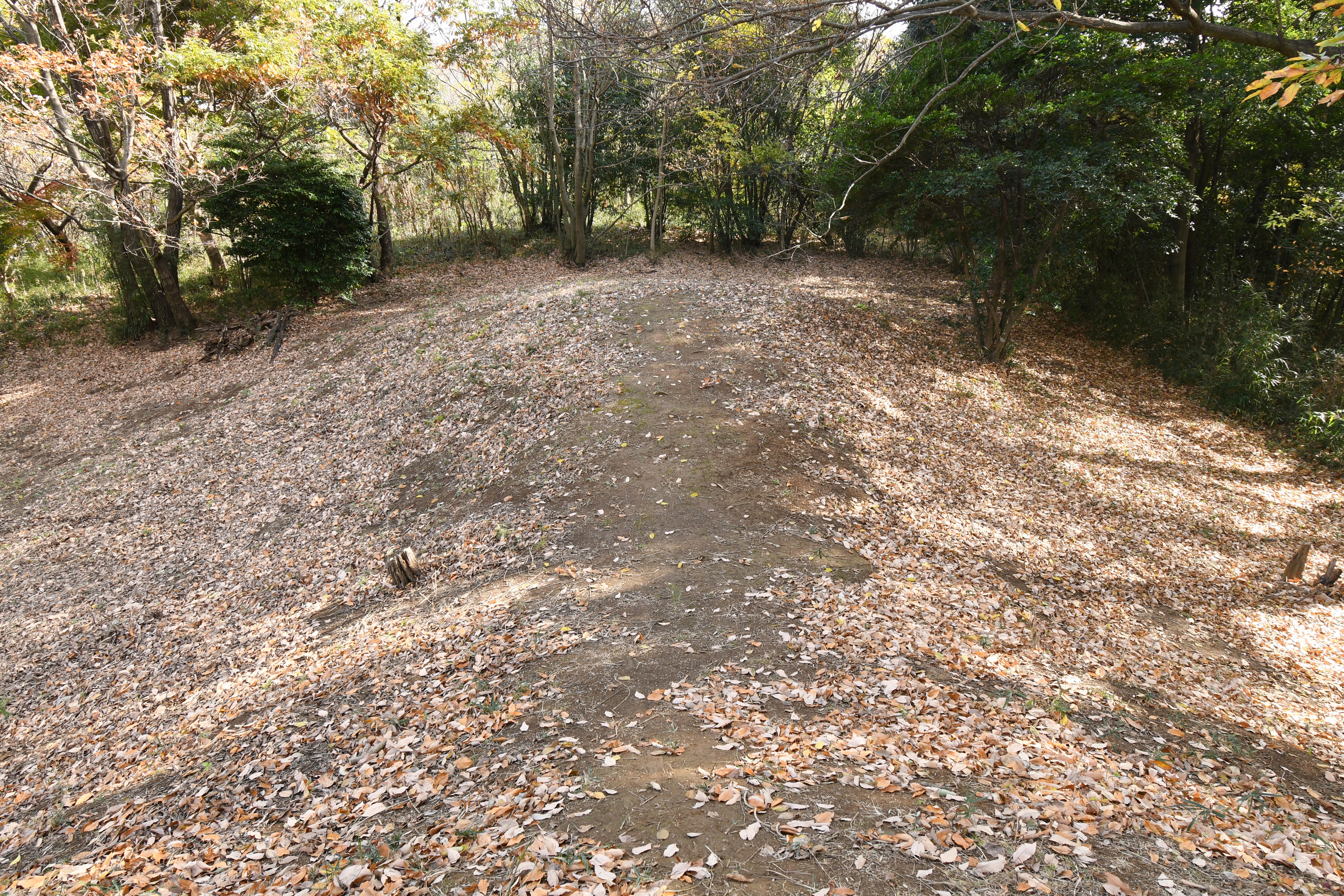
後円部から前方部を望む

## 埋葬施設

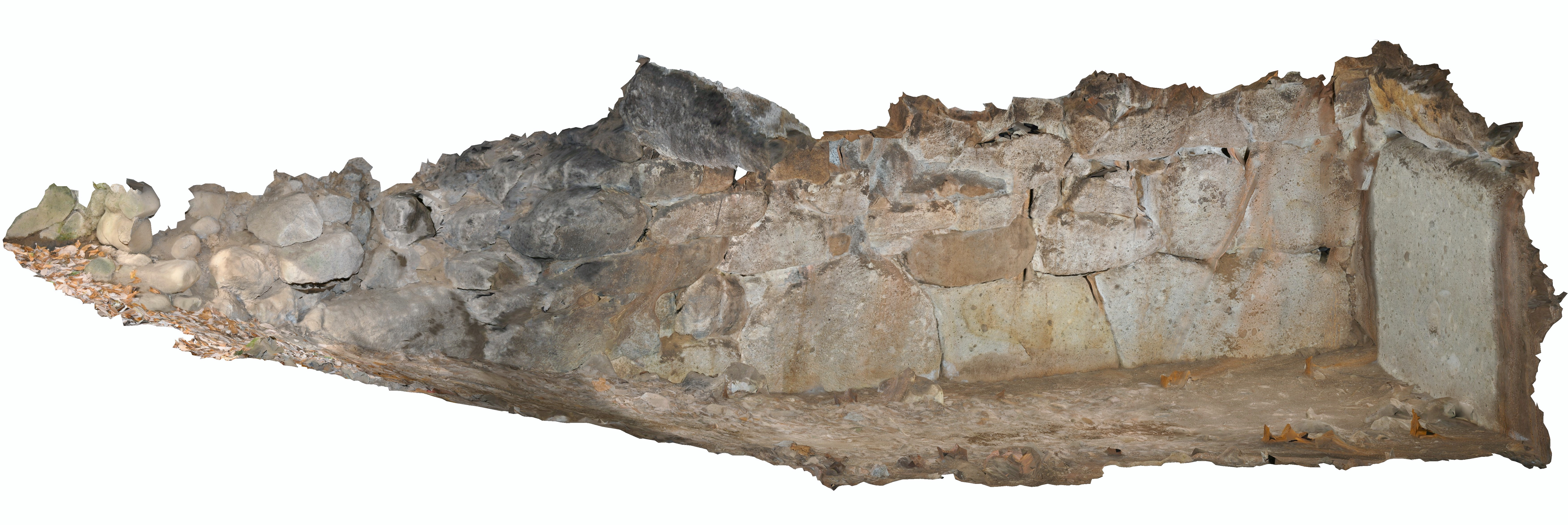
石室俯瞰図

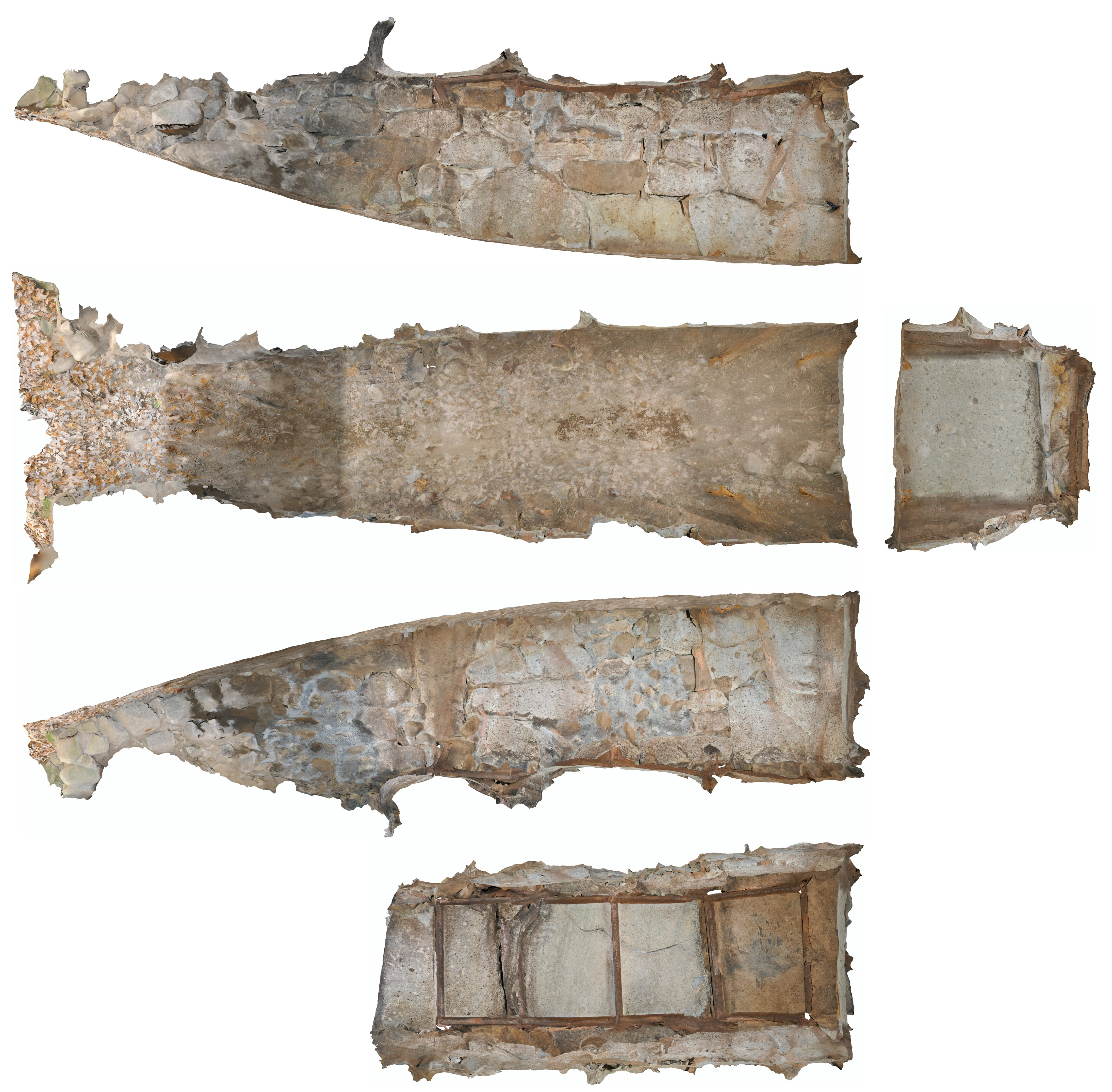
石室展開図

埋葬施設としては無袖式横穴式石室が構築されており、南方向に開口する。石室の規模としては、玄室長さ4.56メートル・奥壁幅2.14メートル・中央幅2.20メートル・入り口部幅1.9メートルを測る。
石室の石材は地元産の凝灰岩（藪塚石）の割石と自然石で、乱石積みによって構築される。

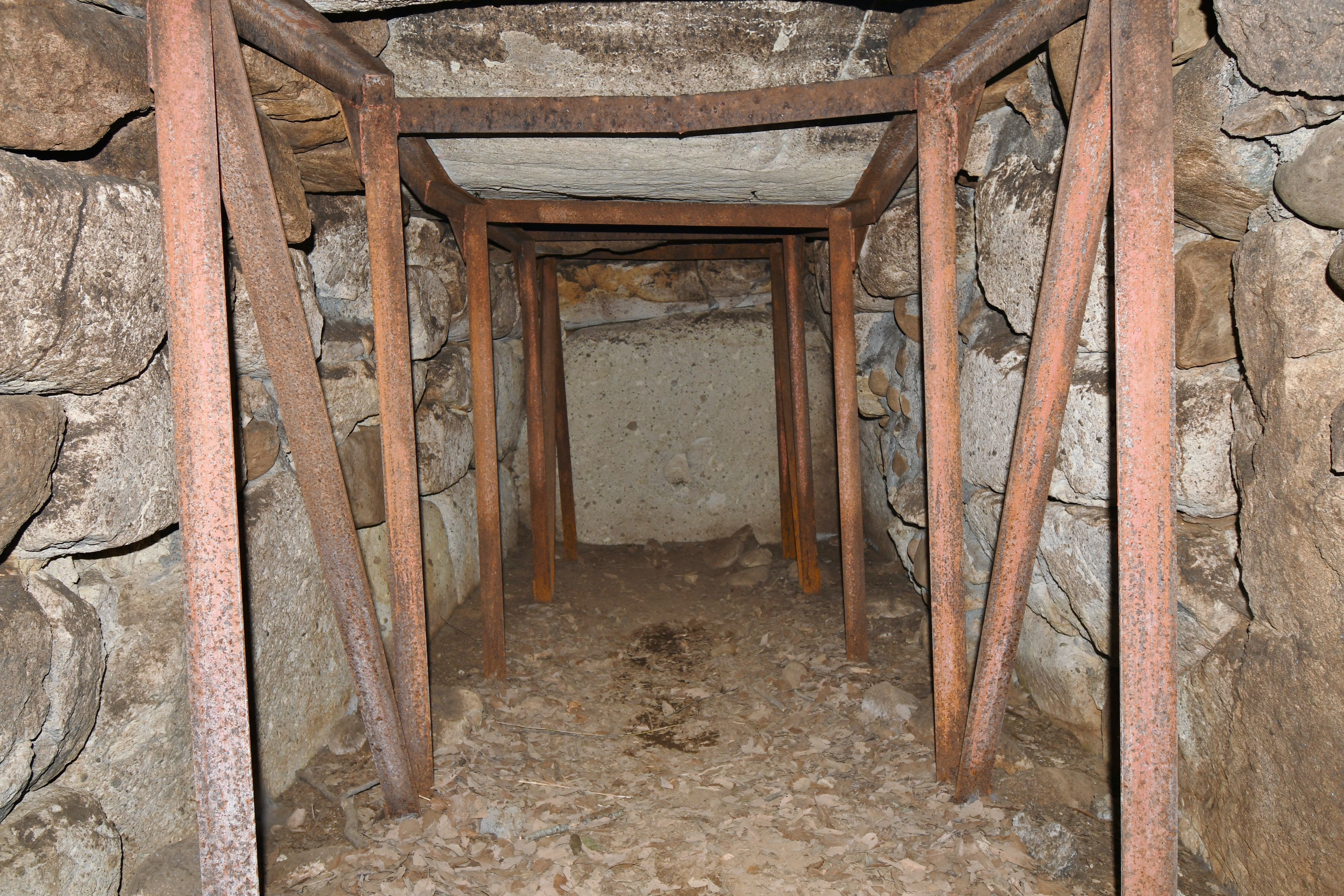
玄室（奥壁方向）
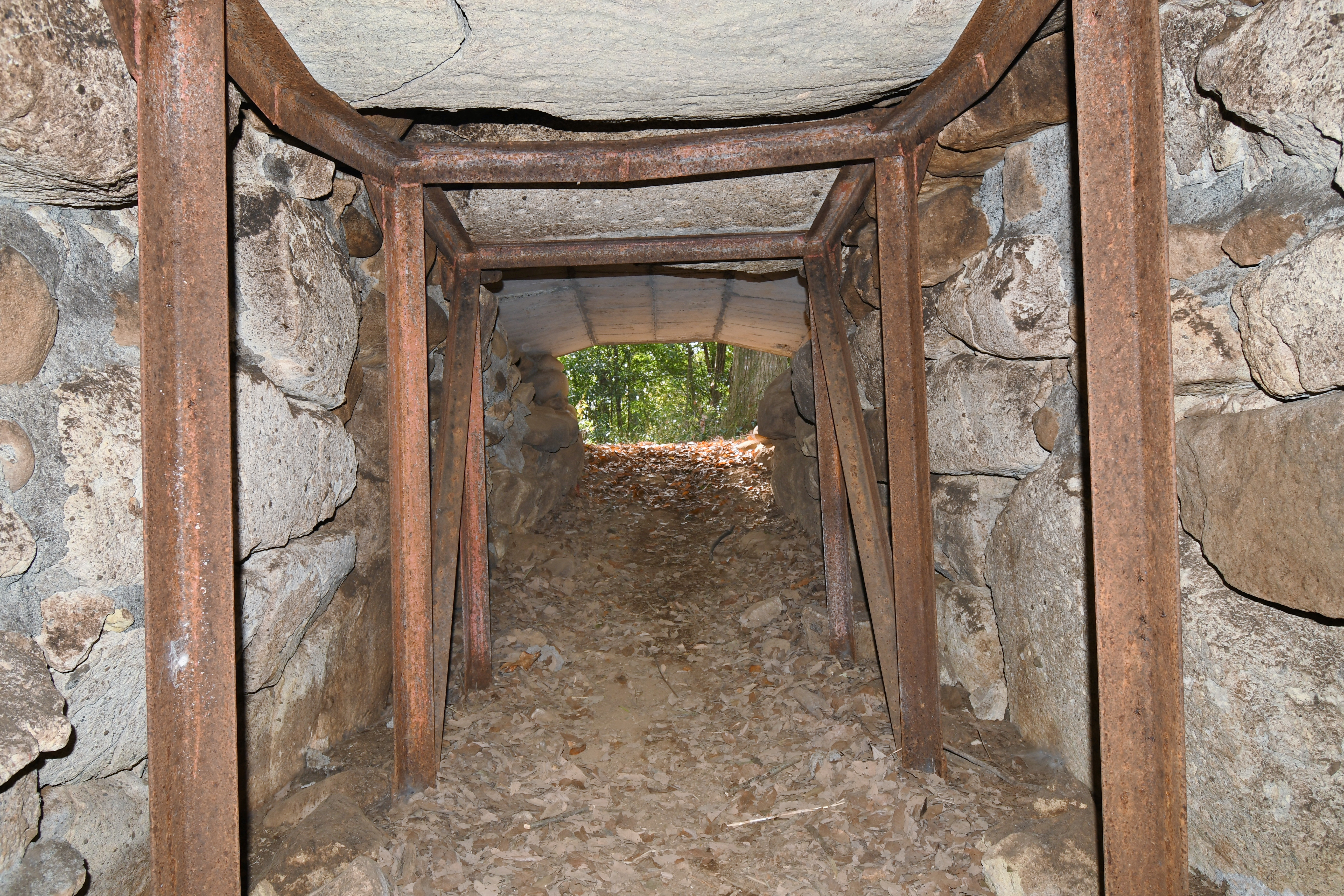
玄室（開口部方向）
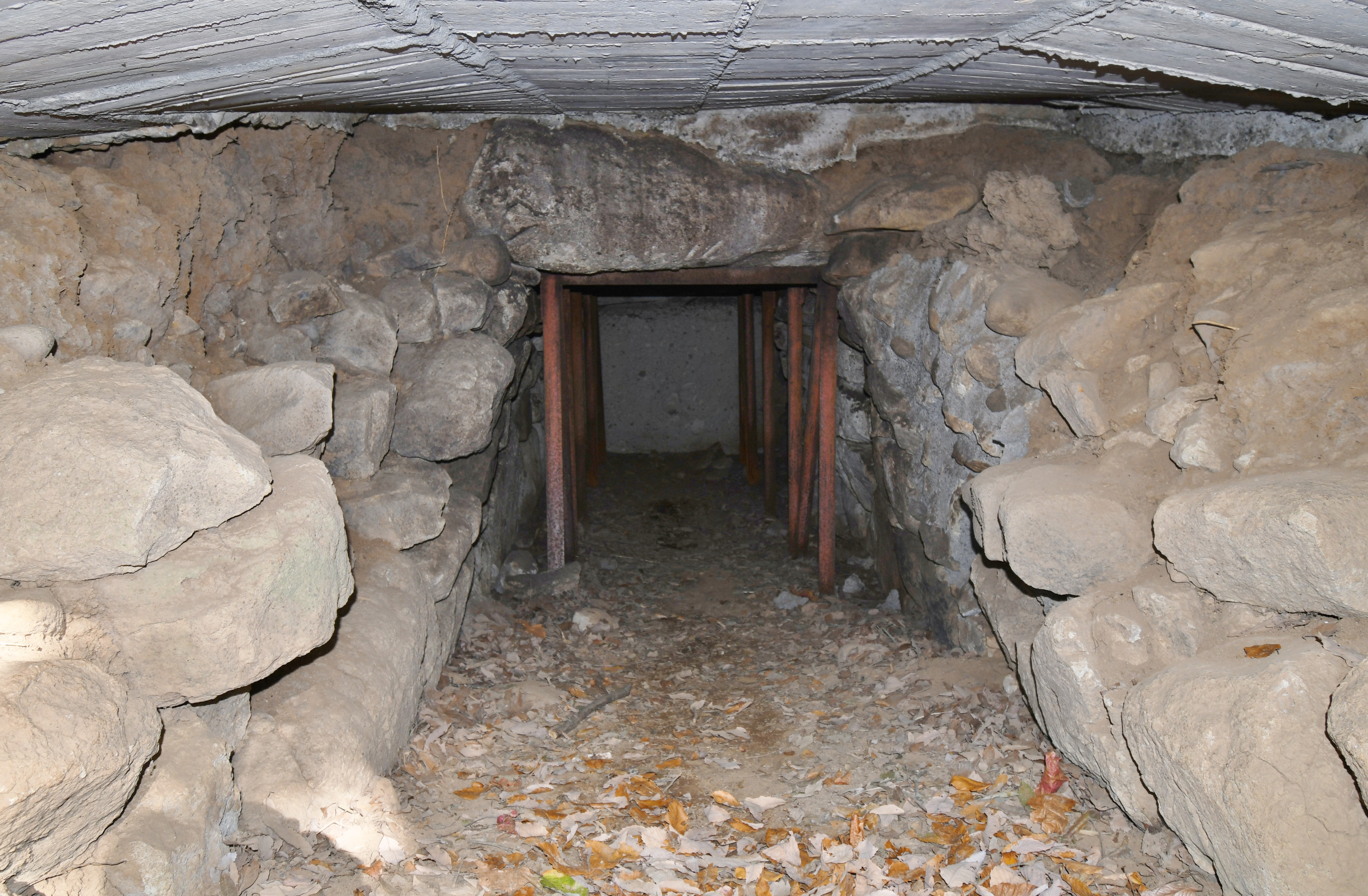
羨道（玄室方向）
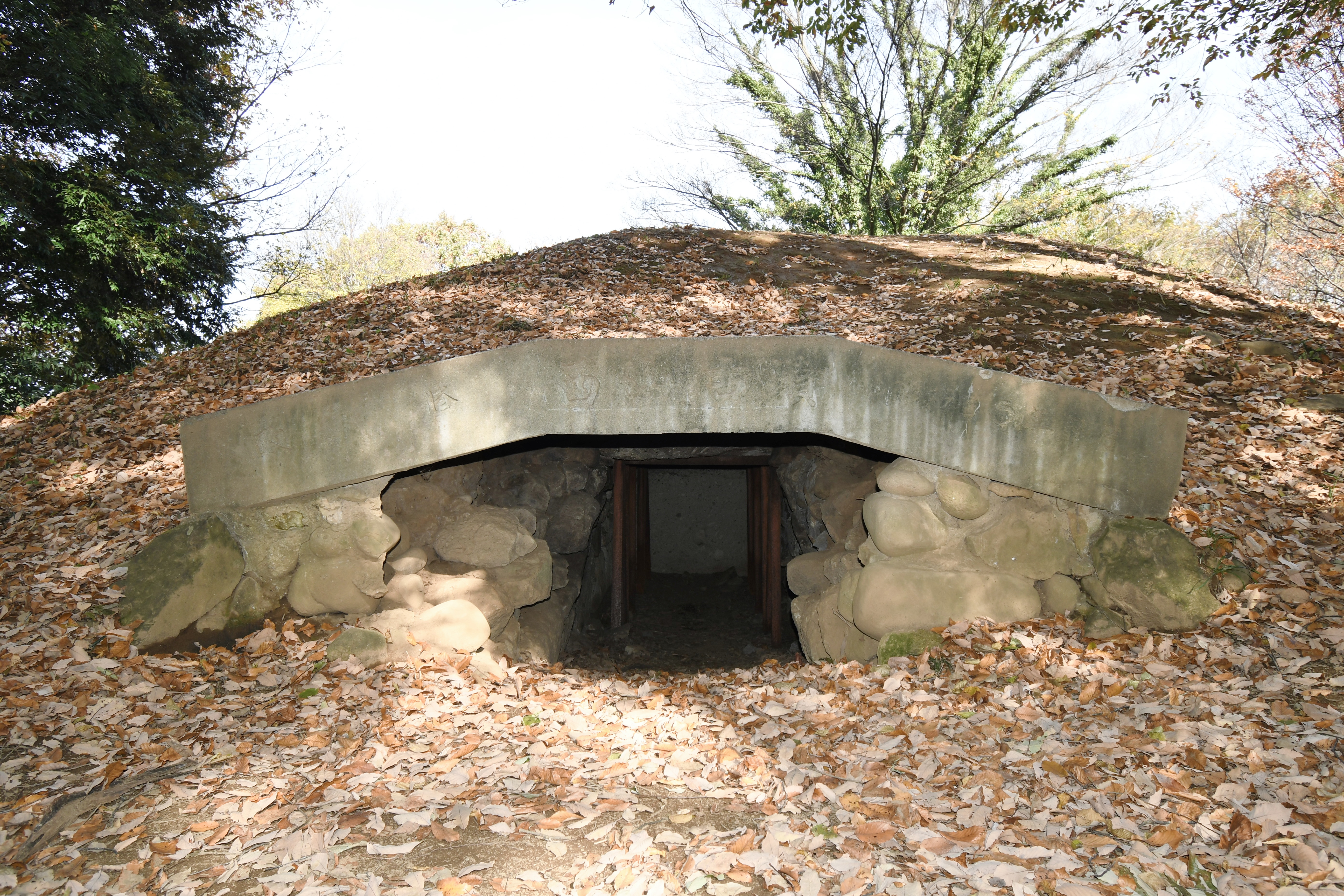
開口部

## 文化財

### 群馬県指定文化財
- 史跡
  - 藪塚湯之入 北山古墳 西山古墳 - 1949年（昭和24年）12月20日指定[4][2]。